# Abietinella operculata
Abietinella operculata is een hydroïdpoliep uit de familie Lafoeidae. De poliep komt uit het geslacht Abietinella. Abietinella operculata werd in 1903 voor het eerst wetenschappelijk beschreven door Jäderholm. 